# Colibri d'Eliza
Doricha eliza
Espèce
Statut de conservation UICN

 NT  : Quasi menacé
Statut CITES
Le colibri élise (Doricha eliza) ou colibri d'Eliza, est une espèce d'oiseaux de la famille des Trochilidae.

## Distribution
Le Colibri d'Eliza est endémique de la péninsule du Yucatán.

Carte de répartition de l'espèce

## Référence
(en) « Neotropical Birds Online », Cornell Lab of Ornithology, 25 juillet 2011